# Chata Pláně pod Ještědem

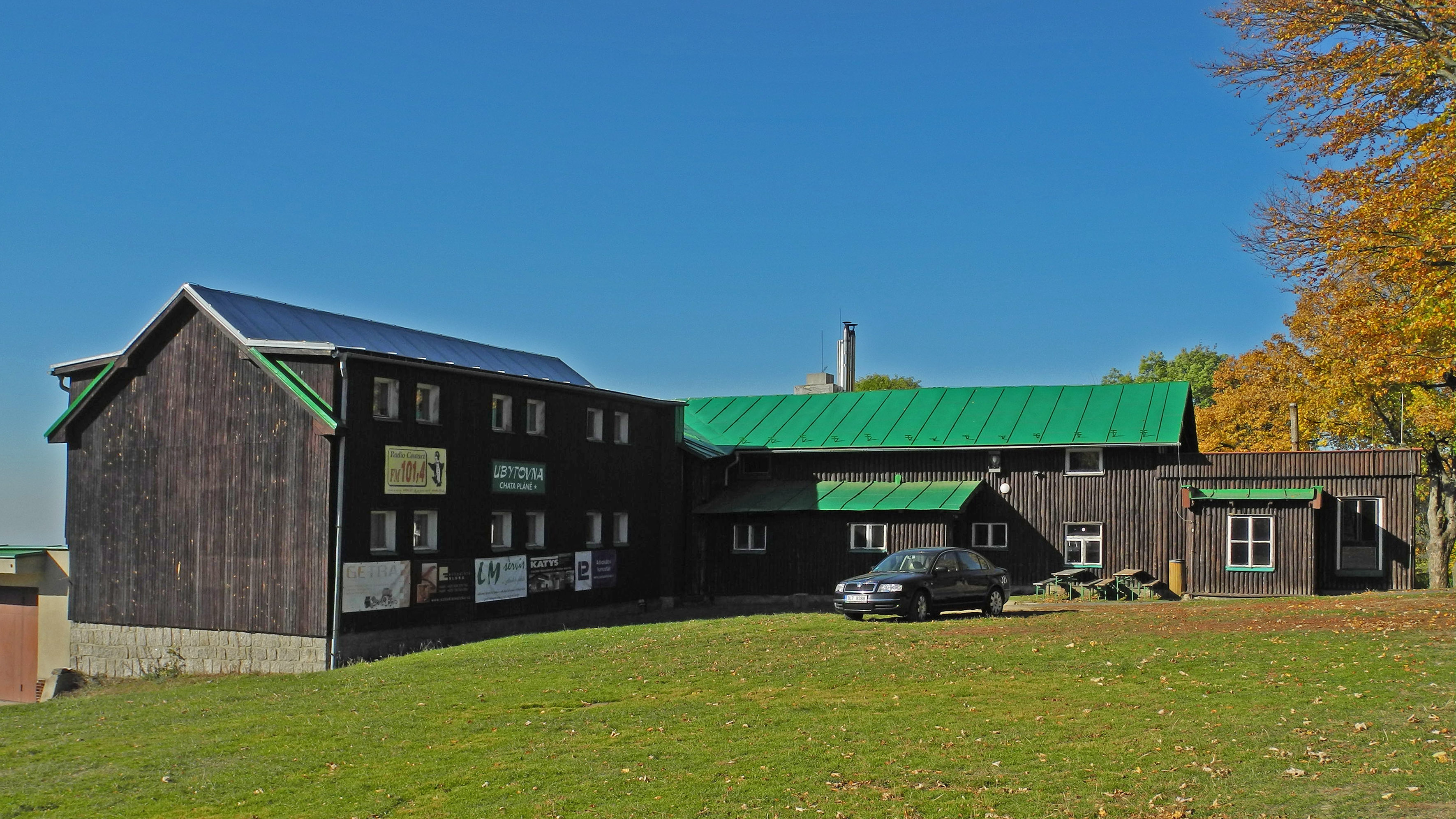
Budynek noclegowy Chaty (Turistická ubytovna)

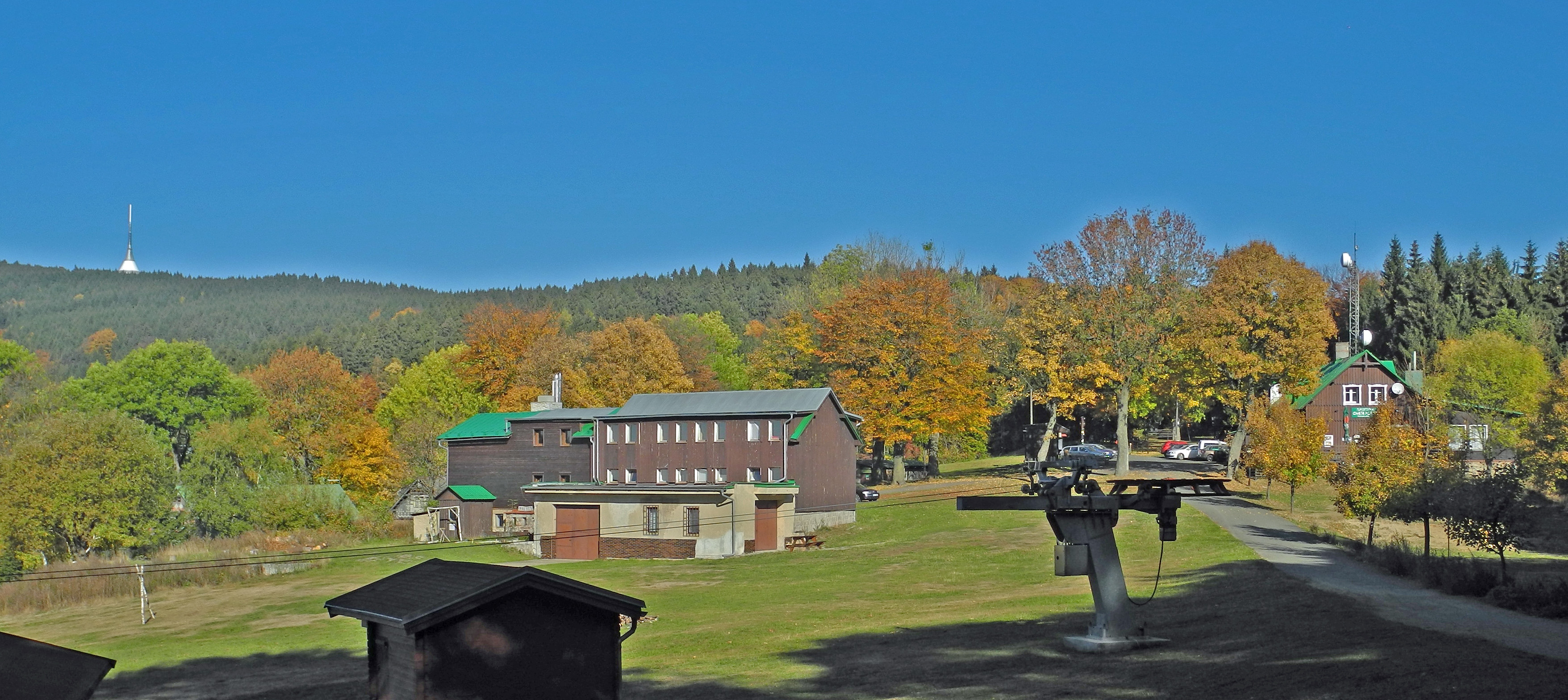
Widok na oba obiekty Chaty

Chata Pláně pod Ještědem – schronisko turystyczne na terenie Grzbietu Jesztedzkiego w Czechach, położone na wys. 780 m n.p.m., prowadzone przez Klub Czeskich Turystów. Obiekt znajduje się na Równi (Pláně) pod Ještědem (1021 m n.p.m.), na południowy wschód o szczytu i jest położony w granicach administracyjnych Světlej pod Ještědem.

## Historia
Początki zasiedlenia Plání pod Ještědem sięgają początków XIX wieku. W 1863 roku powstała tu gospoda gajowego Františka Sluki, nazwana przez Niemców Zum Bohmischen Franz. Kolejnymi prowadzącymi zajazd byli Karl Altmann i František Gregor. Gospoda spłonęła dwukrotnie: w 1930 i 1938 roku, a po drugim z pożarów nie została odbudowana (pozostały po niej jedynie ślady piwnic).

W międzyczasie, w 1909 roku stowarzyszenie miłośników sportów zimowych z Pragi wybudowało tu obiekt noclegowy tzw. Šamánkovu Chatu. Siedemnaście lat później, w 1926 roku w jego sąsiedztwie powstało schronisko Klubu Czechosłowackich Turystów, wybudowane przez oddział z Liberca, kierowany przez Jana Koglera. Wkrótce doszło również do fuzji KČST z praskim stowarzyszeniem, a Šamánkova Chata stała się częścią schroniska Klubu. Przez długi okres schronisko było słabo dostępne, dopiero w 1938 roku wybudowano drogę do osady. W tymże roku obiekt został przejęty przez Niemieckie Towarzystwo Górskie Ještědu i Gór Izerskich (DGV), które organizowało tu wypoczynek dla członków Hitlerjugend. Po II wojnie światowej, w 1948 roku budynek powrócił w zarząd KČST, który w 1951 roku przeprowadził jego rozbudowę, po której schronisko mogło pomieścić 200 gości. W 1957 roku Klub został włączony w struktury Czechosłowackiego Związku Wychowania Fizycznego (Československý svaz tělesné výchovy, ČSTV), który administrował schroniskiem do reaktywacji KČST w 1989 roku.

## Warunki pobytu
Schronisko składa się z dwóch obiektów:
- budynku głównego z restauracją i 16 miejscami noclegowymi w pokojach 2-4 osobowych,
- budynku noclegowego (Turistická ubytovna) z 66 miejscami noclegowymi w pokojach 2-7 osobowych oraz z dwoma salami klubowymi.

W obu budynkach węzły sanitarne znajdują się na korytarzach. 

## Szlaki turystyczne
Pláně pod Ještědem stanowi węzeł następujących pieszych szlaków turystycznych:
- Jiříčkov - Pláně pod Ještědem - Černý Kopec (887 m n.p.m.) - Ještěd (1021 m n.p.m.)
- Liberec Horny Hanychov (przyst. tram.) - Pláně pod Ještědem - Rašovka
- Hluboká - Pláně pod Ještědem - Vypřež (przyst. aut.)
- Jiříčkov - Padouchov - Pláně pod Ještědem